# Xut inicial
En futbol americà, un xut inicial, en anglès kickoff, és un xut dirigint la pilota cap al camp de l'equip contrari, des de la iarda 35 del camp propi, al començament de cada part del partit i després de les anotacions, touchdown o punt addicional, si l'anotació ha estat una conversió també però la pilota comença a les mans del xutador i ala iarda 20 i no des de terra.

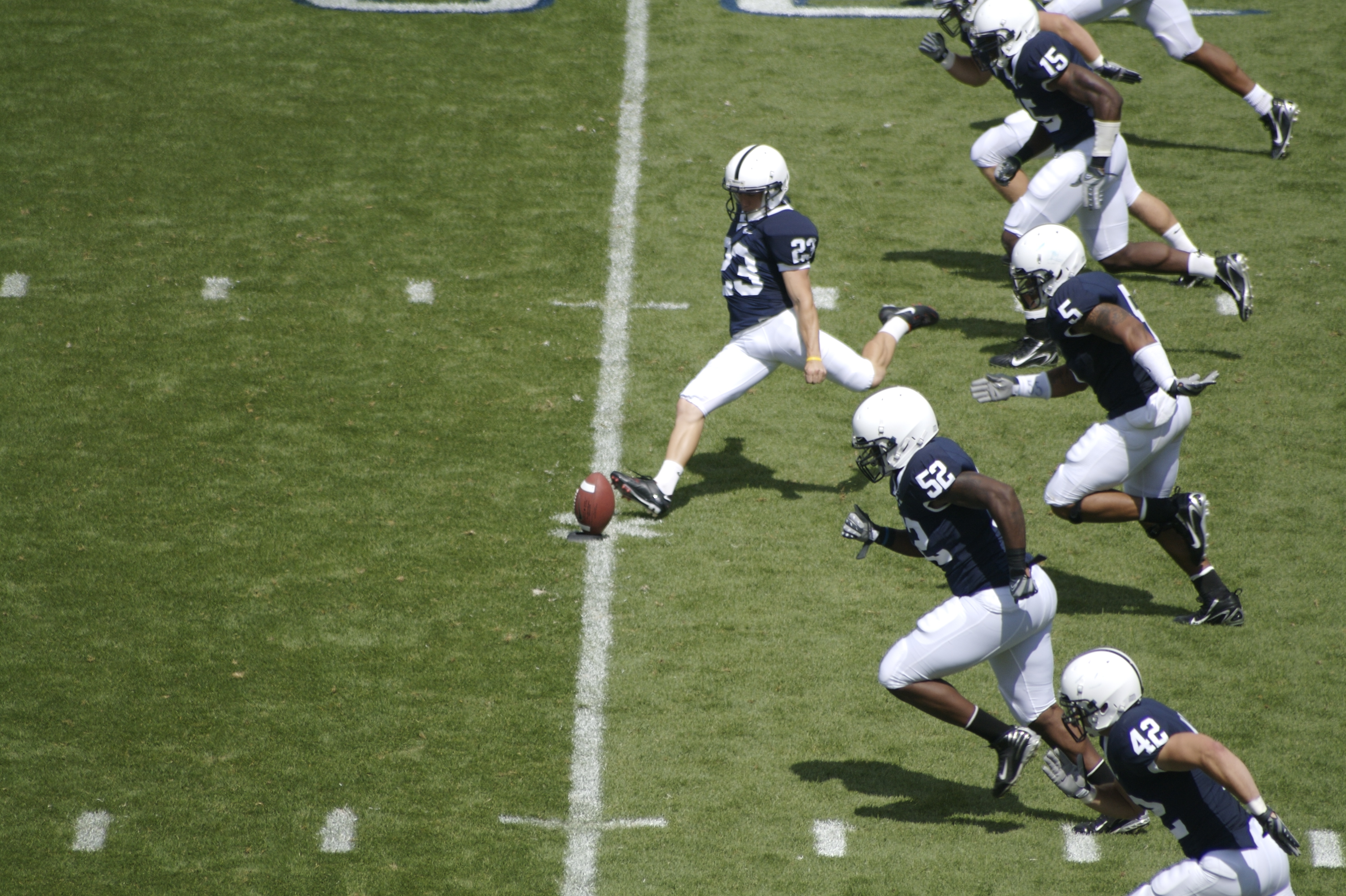
Xut inicial de l'equip universitari de Penn State.

Abans del xut els dos equips formen de diferent manera:

- l' equip que xutarà, posa la pilota a una iarda determinada (segons les lligues, a la NFL a la iarda 35) amb el xutador unes iardes enrere i la resta de l'equip a ambdós costats, ocupant tota l'amplada del camp. Els jugadors més ràpids acostumen a ocupar les posicions més exteriors i els més forts, les interiors;
- l'equip que rep el xut normalment fa una formació amb tres o quatre línies: una primera línia de 5 jugadors (que ha d'estar com a mínim a 10 iardes de distància de la pilota), una segona de 4 i una de dos, o dos de un jugador, sent el més endarrerit el retornador.[5][4]

Un cop l'àrbitre piti, es produeix el xut que ha de ser el més llarg possible, però caient entre la zona d'anotació i la línia de la iarda 20 del camp de l'equip que rep el xut. El retornador ha de procurar agafar la pilota i avançar el màxim de iardes possible, ja que fins a on arribi serà a on començarà a jugar el seu equip ofensiu, tret que aconsegueixi touchdown o s'assenyali alguna infracció (en aquest cas el lloc de sortida dependrà de la infracció comesa). Si es troba molt presionat abans d'agafar la pilota pot fer un touchback (genoll a terra) i l'equip sortirà de la iarda 25.